# ناثان جونستون
ناثان جونستون (بالإنجليزية: Nathan Johnstone)‏ هو متزلج على الثلوج أسترالي، ولد في 9 فبراير 1990 في سيدني في أستراليا.

## وصلات خارجية
- ناثان جونستون على موقع الاتحاد الدولي للتزلج (ركوب لوح الثلج) (الإنجليزية)
- ناثان جونستون على موقع اللجنة الأولمبية الدولية (الإنجليزية)
- ناثان جونستون على موقع أوليمبيديا (الإنجليزية)
- ناثان جونستون على موقع اللجنة الأولمبية الأسترالية (الإنجليزية)